# Терненго
Терненго, Терненґо (італ. Ternengo, п'єм. Ternengh) — муніципалітет в Італії, у регіоні П'ємонт,  провінція Б'єлла.
Терненго розташоване на відстані близько 540 км на північний захід від Рима, 65 км на північний схід від Турина, 5 км на південний схід від Б'єлли.
Населення — 284 особи (2014).

## Демографія
Населення за роками:

Станом на 1 січня 2023 року в муніципалітеті офіційно проживало 8 іноземців з 3 країн, серед них 6 громадян країн Євросоюзу.

## Сусідні муніципалітети
- Біольйо
- Петтіненго
- П'ятто
- Ронко-Б'єллезе
- Вальденго